# Mongolian Badminton Association
Die Mongolian Badminton Association (mongolisch Монголын Бадминтон сонирхогчдын холбоо) ist die oberste nationale administrative Organisation in der Sportart Badminton in der Mongolei. 

## Geschichte
Die Mongolian Badminton Association wurde 1999 gegründet. Kurz darauf wurde die Assoziation Mitglied im Weltverband IBF und im kontinentalen Dachverband Badminton Asia Confederation, damals noch unter dem Namen Asian Badminton Confederation firmierend. Sitz des Verbandes ist Ulan Bator. Er gehört dem Nationalen Olympischen Komitee an.

## Bedeutende Veranstaltungen, Turniere und Ligen
- Mongolia International
- Einzelmeisterschaften

## Bedeutende Persönlichkeiten
- Battushig Batbold, Präsident
- Solongo Bayarsaikhan, ehemalige Präsidentin